# Chauny
Chauny är en kommun i departementet Aisne i regionen Hauts-de-France i norra Frankrike. Kommunen ligger  i kantonen Chauny som ligger i arrondissementet Laon. År 2022 hade Chauny 11 456 invånare.

## Befolkningsutveckling
Antalet invånare i kommunen Chauny
Referens: INSEE